# Darbres
Darbres ist eine französische Gemeinde mit 269 Einwohnern (Stand 1. Januar 2022) im Département Ardèche in der Region Auvergne-Rhône-Alpes. Sie gehört zum Gemeindeverband Berg et Coiron.

## Geografie
Darbres liegt etwa 22 Kilometer nordwestlich von Montélimar und 10 Kilometer nordöstlich von Aubenas im sogenannten Pays de Villeneuve de Berg, zwischen dem Tal der Ardèche und dem Plateau du Coiron. Der Ort befindet sich am Oberlauf des Flusses Auzon, an der östlichen Gemeindegrenze fließt die Claduègne. Das Gemeindegebiet umfasst 1652 Hektar, die mittlere Höhe beträgt 609 Meter über dem Meeresspiegel, die Mairie steht auf einer Höhe von 457 Metern.
Darbres ist einer Klimazone des Typs Cfb (nach Köppen und Geiger) zugeordnet: Warmgemäßigtes Regenklima (C), vollfeucht (f), wärmster Monat unter 22 °C, mindestens vier Monate über 10 °C (b). Es herrscht Seeklima mit gemäßigtem Sommer.

## Geschichte
Darbres wurde in der zweiten Hälfte des 10. Jahrhunderts zum ersten Mal urkundlich erwähnt. Bei Ausgrabungen wurden prähistorische Funde gemacht, die beweisen, dass das Gemeindegebiet schon in der Jungsteinzeit (etwa 5500–4500 v. Chr.) besiedelt war.

## Bevölkerungsentwicklung
| Einwohner                  | 234 | 190 | 190 | 168 | 212 | 212 | 247 | 250 |
| Quellen: Cassini und INSEE |     |     |     |     |     |     |     |     |

Zu Beginn des 19. Jahrhunderts nahm die Einwohnerzahl stark zu. Nach 1846 sanken die Einwohnerzahlen fast kontinuierlich bis 1982.

## Sehenswürdigkeiten
Die neugotische Kirche Saint-Accons wurde im 19. Jahrhundert erbaut. Sie ist Arconce geweiht, der im 8. Jahrhundert Bischof von Viviers war. Eine ältere Kirche gleichen Namens wurde 1289 in einem Schiedsspruch des Erzbischofs von Vienne erwähnt.
Zeuge der industriellen Vergangenheit von Darbres ist die Moulinage de Darbres, eine ehemalige Anlage zur Veredelung von Seide. Sie wurde 1812 erbaut. Als sie noch in Betrieb war, waren dort 70 Arbeiter beschäftigt und Darbres hatte 800 Einwohner. Nach dem Ersten Weltkrieg (1914–1918) wurde das Werk geschlossen. Heute wird es als Ferienherberge für Kinder genutzt.

## Wirtschaft
Das Bild der Gemeinde ist von Wald und Weiden geprägt. Wichtige Erwerbszweige der Darbrois (Einwohner) sind Handel und Landwirtschaft (Obstbau, Weinbau, Schaf-, Ziegen- und Rinderzucht). Es gibt eine Käserei, die besichtigt werden kann. Ein weiterer Erwerbszweig ist der Tourismus. Es gibt ein Restaurant und zwei Campingplätze mit Schwimmbad und Tennisplatz.

### Lokale Produkte
Auf dem Gemeindegebiet gelten kontrollierte Herkunftsbezeichnungen (AOC) für Picodon und Edelkastanien (Châtaigne d’Ardèche) sowie geschützte geographische Angaben (IGP) für Wurst (Saucisson de l’Ardèche), Schinken (Jambon de l’Ardèche) und Wein (Ardèche, Comtés Rhodaniens und Méditerranée). Die Rinder, aus denen Fin gras du Mézenc hergestellt wird, werden mit Heu gefüttert, das auf den Bergen eines bestimmten Gebiets gewachsen ist. Der Schinken Jambon de l’Ardèche wird mit Salz, Pfeffer und Gewürzen eingerieben und gepökelt. Während seiner siebenmonatigen Reifephase wird er mit einer Mischung aus Schmalz, Gewürzen und Kastanienmehl bestrichen.